# Robert Gourdon
Robert Gourdon (* 22. Februar 1914 in Vauvert; † 8. Juli 1979 ebenda) war ein französischer Politiker. Von 1948 bis 1958 war er Abgeordneter der Nationalversammlung.
Gourdon studierte Rechtswissenschaften und arbeitete als Anwalt in Nîmes. 1935 trat er der Jugendorganisation der SFIO bei und wurde 1945 zum Bürgermeister seiner Heimatstadt Vauvert gewählt. Nachdem Paul Béchard 1948 die Nationalversammlung verließ, um sein Amt als Generalgouverneur von Französisch-Westafrika anzutreten, bewarb Gourdon sich um das freigewordene Mandat. Er zog für das Département Gard in die Nationalversammlung ein und konnte 1951 wiedergewählt werden. Dabei profilierte er sich als Interessenvertreter der Landwirte und Winzer. Während er bei den Wahlen 1956 sein Mandat verteidigen konnte, scheiterte er 1958 an der Wiederwahl. Er zog jedoch im selben Jahr in den Generalrat des Départements Gard ein, zu dessen Präsident er 1973 gewählt wurde. 1962, 1967 und 1968 kandidierte er erfolglos für die Nationalversammlung. Er blieb Bürgermeister von Vauvert, bis er 1979 an den Folgen eines Autounfalls starb.